# Heek
Heek é um município da Alemanha localizado no distrito de Borken, região administrativa de Münster, estado de Renânia do Norte-Vestfália.